# Ifrish Alberg
Ifrish Alberg (Paramaribo, 13 juli 1988) is een Surinaams oud-voetballer, oud-atleet en econoom. Hij voetbalde in jeugdteams van het Surinaams elftal en behaalde als sprinter op de 60 en 100 meter goud tijdens verschillende wedstrijden in het buitenland.

## Biografie
Ifrish Alberg werd geboren en getogen in Geyersvlijt in Paramaribo en speelde aanvankelijk voetbal. Hij speelde in de lichting van spelers als Emilio Limón en Kater Karma, en in jeugdselecties van het Surinaams elftal (U13, U15 en U17). Zijn laatste wedstrijd was in 2006 in een kwalificatiewedstrijd voor de Olympische Spelen tegen Jamaica in het André Kamperveenstadion.
Hij begon rond 2007 op 18-jarige leeftijd met atletiek dankzij gymnastiekleraar Emile Belfor. In 2009 behaalde hij de eerste plaats op de 100 meter in Curaçao, en een jaar later de eerste plaats tijdens de Nacht van Nijmegen in Nederland en enkele podiumplaatsen in Cuba. Rond 2010 verkreeg hij een beurs en studeerde hij drie jaar lang aan de East Tennessee State University in de Verenigde Staten. In Virginia, Tennessee en Florida behaalde hij in 2012 en 2013 meerdere keren de eerste plaats op de 60 en de 100 meter. In deze jaren verbrak hij het Surinaamse record op deze twee afstanden.
In juli 2013 was hij in Donetsk in Oekraïne voor wedstrijden in hink-stap-springen en werd hij tijdens de Nederlandse kampioenschappen atletiek vijfde. Een maand later sprintte hij op de 100 meter tijdens de WK atletiek in 2013 in Moskou in Rusland. Hij was de enige Surinaamse deelnemer op het toernooi en kwam tijdens zijn tweede sprint ten val.  In 2014 vestigde hij op de 200 meter het baanrecord van Rotterdam Atletiek. Verder werd hij eerste in 2014 in Rock Hill in South Carolina, in 2015 in Saint-Laurent-du-Maroni in Frans-Guyana en in Apeldoorn in Nederland, en in 2016 in Rémire-Montjoly in Frans-Guyana en Port of Spain in Trinidad en Tobago.
In 2019 stopte hij met de actieve sport om zich op andere aspecten binnen de sport te kunnen richten. Hij werd voorzitter van de ledencommissie van de Surinaamse Atletiek Bond en nam daarnaast de atletiekvereniging van zijn oud-trainer over. Beroepsmatig werkte hij sinds zijn studie voor onder meer de Ismay van Wilgen Sporthal, het EFS College Covab, de Trustbank Amanah en de Hakrinbank. Als econoom publiceert hij vlogs op YouTube.